# Nathan Fillion
Nathan Christopher Fillion (/ˈfɪliən/; sinh ngày 27 tháng 3 năm 1971) là nam diễn viên người Canada. Anh được biết đến qua những vai như: Malcolm Reynolds trong phim truyền hình Firefly hay Richard Castle trong sê-ri Castle.

## Thời thơ ấu
Fillion sinh ra tại Edmonton, Alberta, Canada. Anh là con trai của Robert "Bob" Fillion và June "Cookie" Fillion.